# Amazon Virtual Private Cloud
Amazon Virtual Private Cloud (VPC) es un servicio de computación en la nube comercial que brinda a los usuarios una nube privada virtual, al "provisionar una sección lógicamente aislada de la nube de Amazon Web Services (AWS)". Los clientes empresariales pueden acceder a Amazon Elastic Compute Cloud (EC2) a través de una red privada virtual basada en IPsec. A diferencia de las instancias EC2 tradicionales a las que Amazon asigna números de IP internos y externos, el cliente puede asignar números de IP a su elección de una o más subredes. Al darle al usuario la opción de seleccionar qué recursos de AWS son públicos y cuáles no, la VPC brinda un control mucho más granular sobre la seguridad. Para Amazon, es "un respaldo al enfoque híbrido, pero también está destinado a combatir el creciente interés en las nubes privadas".

## Comparación con las nubes privadas
Amazon Virtual Private Cloud tiene como objetivo proporcionar un servicio similar a las nubes privadas utilizando tecnología como OpenStack o HPE Helion Eucalyptus. Sin embargo, las nubes privadas también suelen utilizar tecnología como el alojamiento de aplicaciones OpenShift y varios sistemas de bases de datos. Los expertos en seguridad en la nube advirtieron que puede haber riesgos de cumplimiento, como la pérdida de control o la cancelación del servicio al usar recursos públicos que no existen con los sistemas internos. Si se solicitan registros de transacciones de Amazon sobre una VPC utilizando una carta de seguridad nacional. Es posible que ni siquiera se les permita legalmente informar al cliente sobre la violación de la seguridad de su sistema. Esto es cierto incluso si los recursos reales de VPC estuvieran en otro país. La API utilizada por AWS solo es parcialmente compatible con la de HPE Helion Eucalyptus y no es compatible con otros sistemas de nube privada, por lo que la migración desde AWS puede ser difícil. Esto ha dado lugar a advertencias sobre la posibilidad de bloqueo a una tecnología específica.

## Direccionamiento IP
Inicialmente, los usuarios pueden elegir un rango de direcciones IP para su VPC. Dentro de este rango, los usuarios pueden asignar varias direcciones IPv4 e IPv6  privadas y públicas a las instancias de la VPC para comunicarse con Internet y otras instancias de las VPC. Estas direcciones se asignan a instancias específicas en lugar de a toda la cuenta de VPC del usuario. 
La asignación estática de direcciones IP públicas no es posible; a cambio, la dirección se asigna y desasigna en ciertos casos, lo que hace que cambie la dirección de una instancia. Cuando se necesita una dirección IP coherente, se puede usar un tercer tipo de dirección IP, direcciones IP elásticas, en lugar de direcciones IP públicas. 

## Conectividad
AWS VPC permite a los usuarios conectarse a Internet, al centro de datos corporativo de un usuario y a las VPC de otros usuarios. 
Los usuarios pueden conectarse a Internet agregando una puerta de enlace de Internet a su VPC, que asigna a la VPC una dirección IPv4 pública.
Los usuarios pueden conectarse a un centro de datos configurando una conexión de red privada virtual de hardware entre el centro de datos y la VPC. Esta conexión permite al usuario "interactuar con instancias de Amazon EC2 dentro de una VPC como si estuvieran dentro de la red existente del usuario. 
Los usuarios pueden enrutar el tráfico de una VPC a otra VPC mediante direcciones IP privadas y pueden comunicarse como si estuvieran en la misma red. El emparejamiento se puede lograr conectando una ruta entre dos VPC en la misma cuenta o dos VPC en diferentes cuentas en la misma región. La interconexión de VPC es una conexión uno a uno, pero los usuarios pueden conectarse a más de una VPC a la vez. 
Para lograr conexiones de uno a muchos entre las VPC, puede implementar una puerta de enlace de tránsito (TGW). Además, puede conectar sus VPC a sus sistemas locales empleando la puerta de enlace de tránsito.

## Seguridad
La seguridad de AWS VPC es doble: en primer lugar, AWS VPC usa grupos de seguridad como firewall para controlar el tráfico a nivel de instancia, mientras que también usa listas de control de acceso a la red como firewall para controlar el tráfico a nivel de subred. Como otra medida de privacidad, AWS VPC brinda a los usuarios la capacidad de crear "instancias dedicadas" en hardware, aislando físicamente las instancias dedicadas de las instancias no dedicadas y las instancias que pertenecen a otras cuentas.
AWS VPC es gratuito, y los usuarios solo pagan por el consumo de los recursos de EC2. Sin embargo, si elige acceder a VPC a través de una red privada virtual (VPN), hay un cargo.